# X 3800
X 3800, även kallad Picasso, är en standardiserad rälsbuss beställd av SNCF 1947 och ursprungligen konstruerad av Régie Renault. 250 stycken producerades av 3 olika leverantörer under åren 1950 till 1961. Rälsbussen har använts över i stort sett hela Frankrike på lokaltågslinjer och blev mycket populär. Dess säregna utseende med den uppstickande förarhytten gav den smeknamnet "Picasso" eftersom den liknade en förvrängd figur i en Picasso-målning. Anledningen till förarhyttens placering var att man endast ville ha en förarhytt. Eftersom rälsbussar körs lika mycket i båda riktningar konstruerade man en upphöjd hytt som gav god sikt såväl framåt som bakåt. Det avrundade taket på hytten kommer sig av lastprofilen, vilken bland annat anger utrymme i tunnlar och vid bropassager.

## Fotogalleri

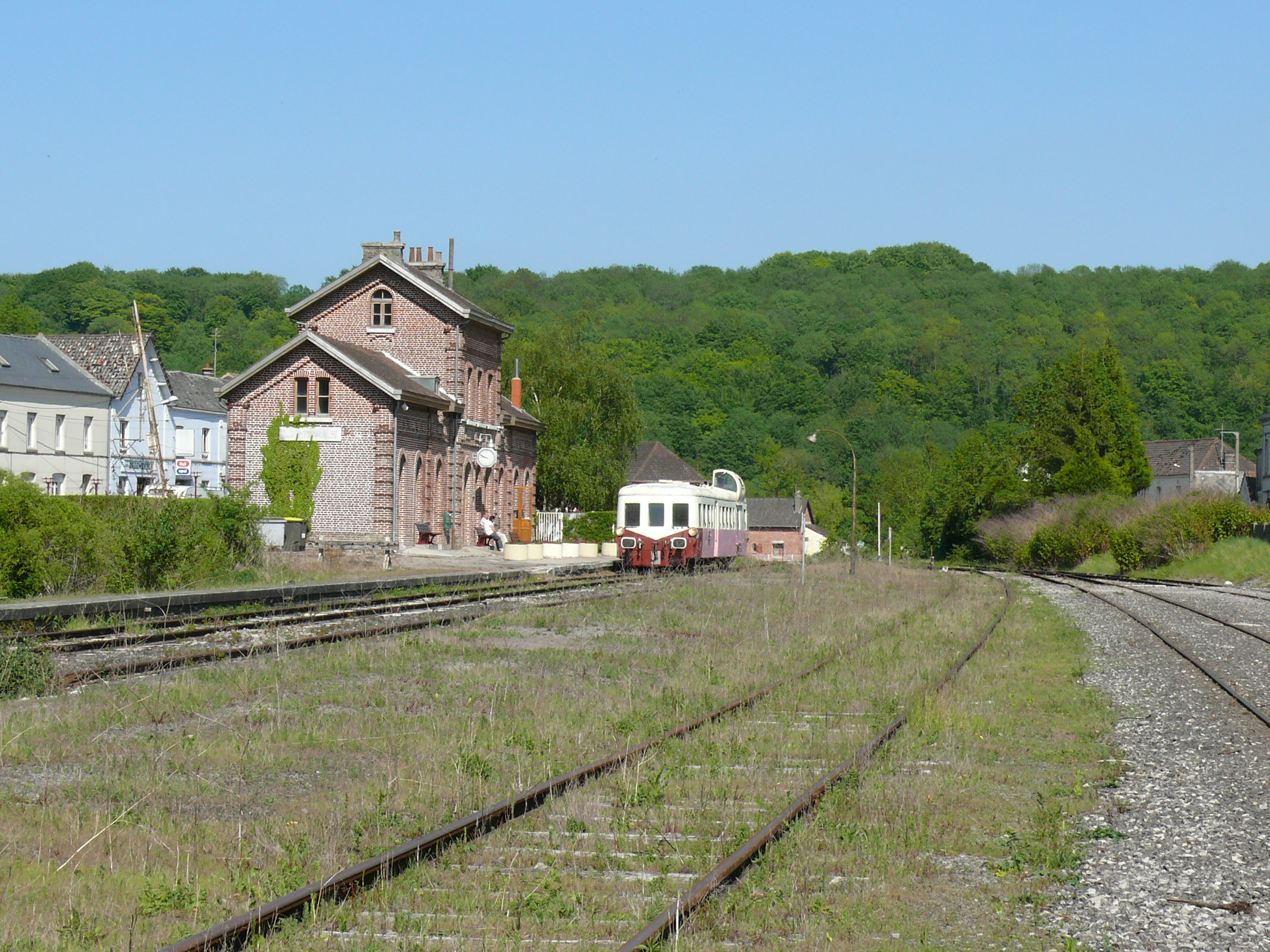
X 3817, bevarad av CFTVA, vid stationen i Lumbres
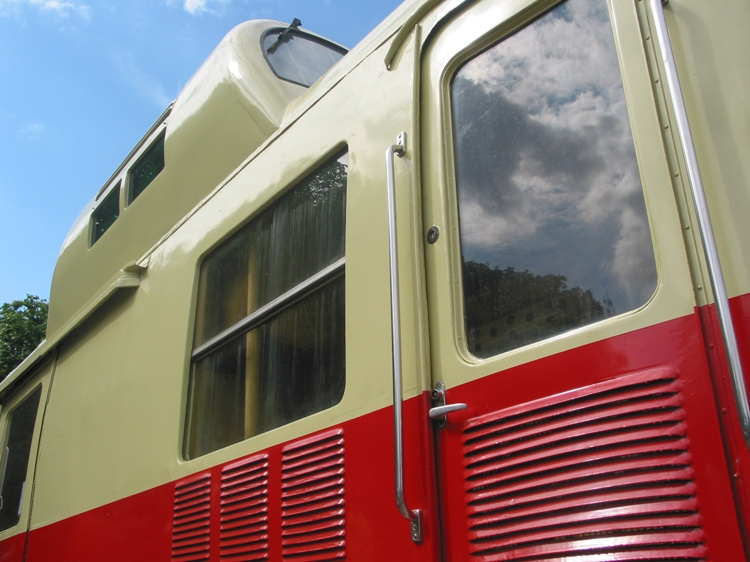
Vy av förarhytten
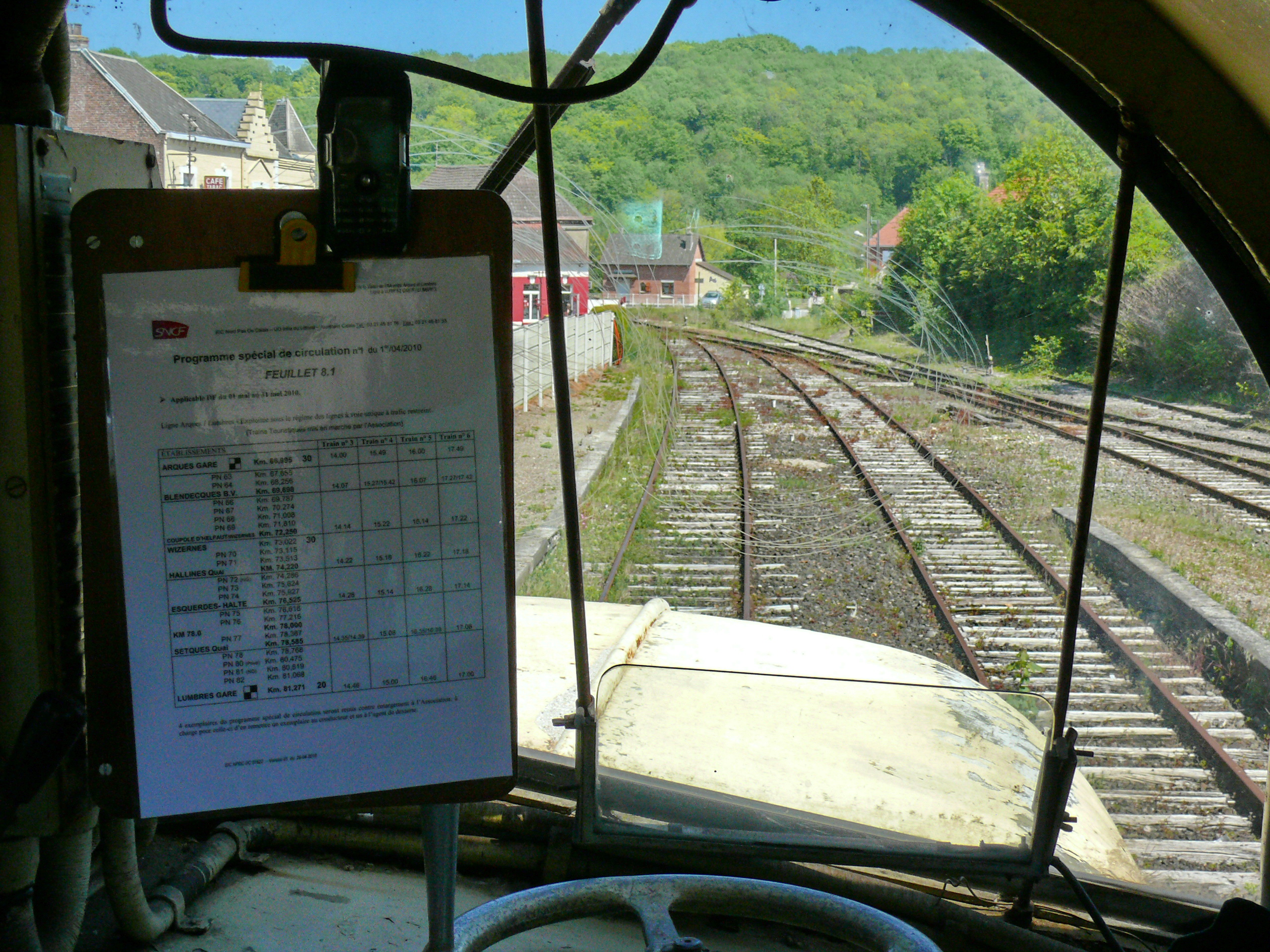
Vy från förarplatsen, framåt. Sikten var en viktig faktor i designen.
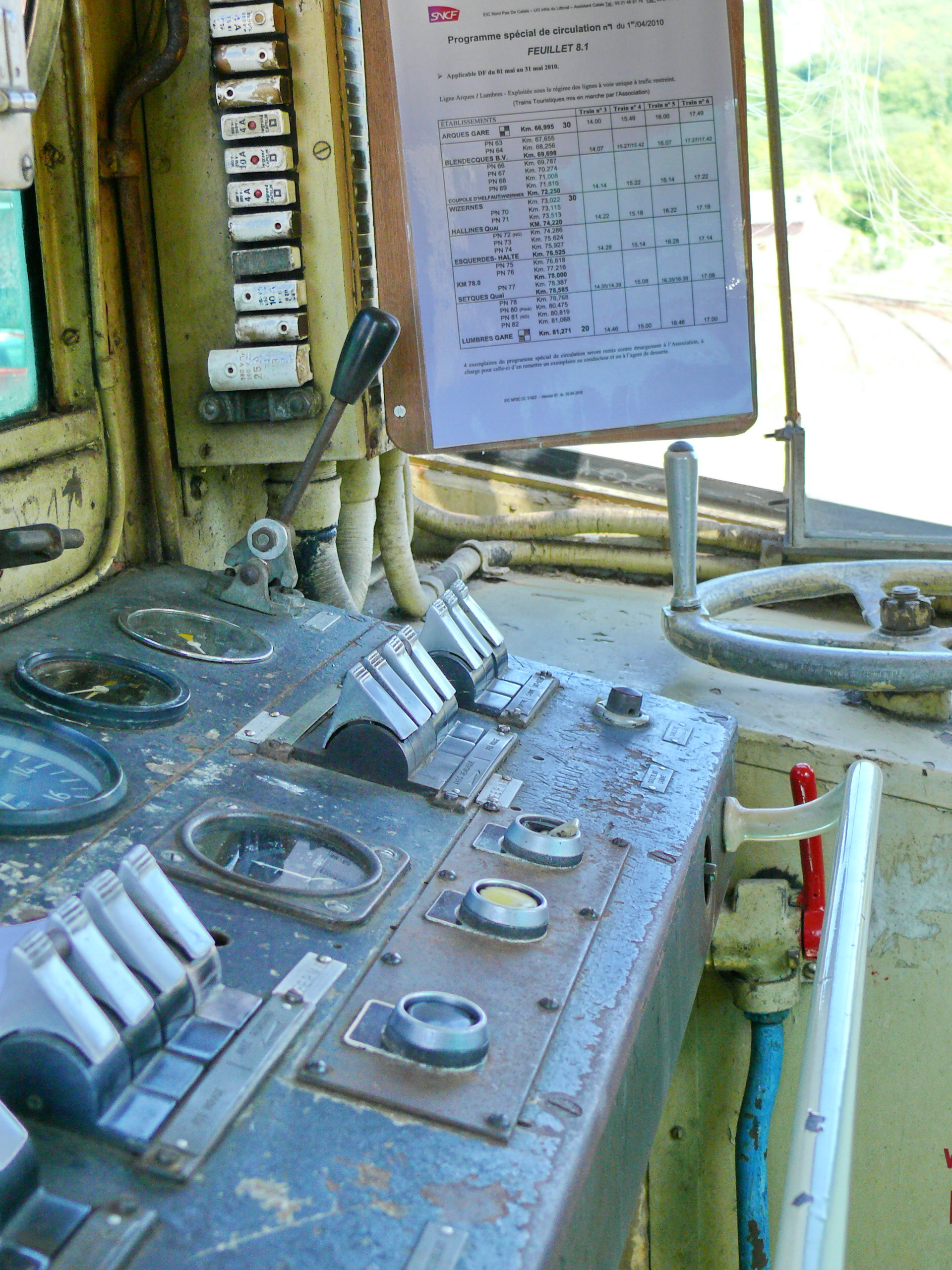
Förarplatsen
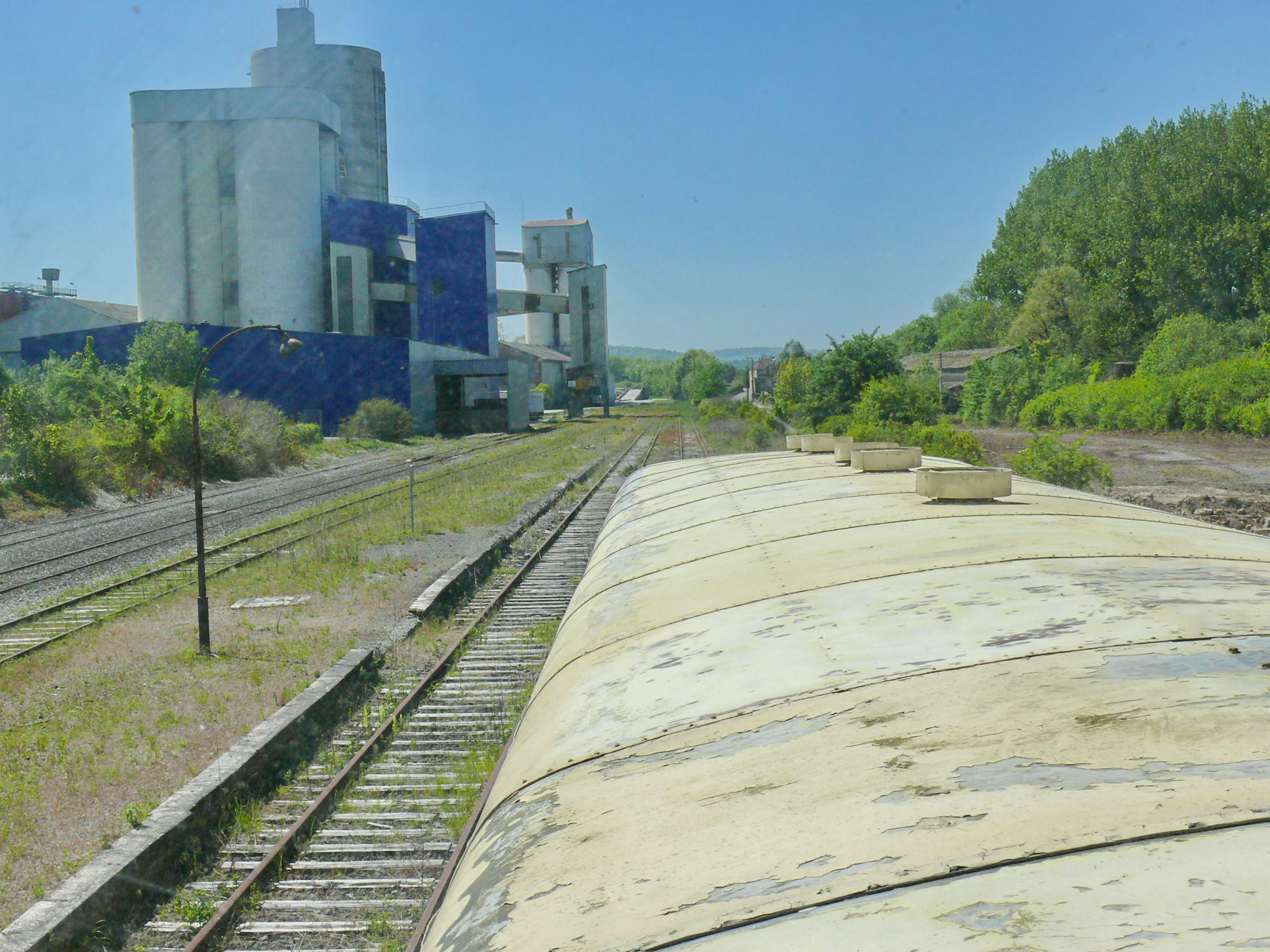
Vy från förarplatsen, bakåt. Rälsbussen kördes utan att vändas.
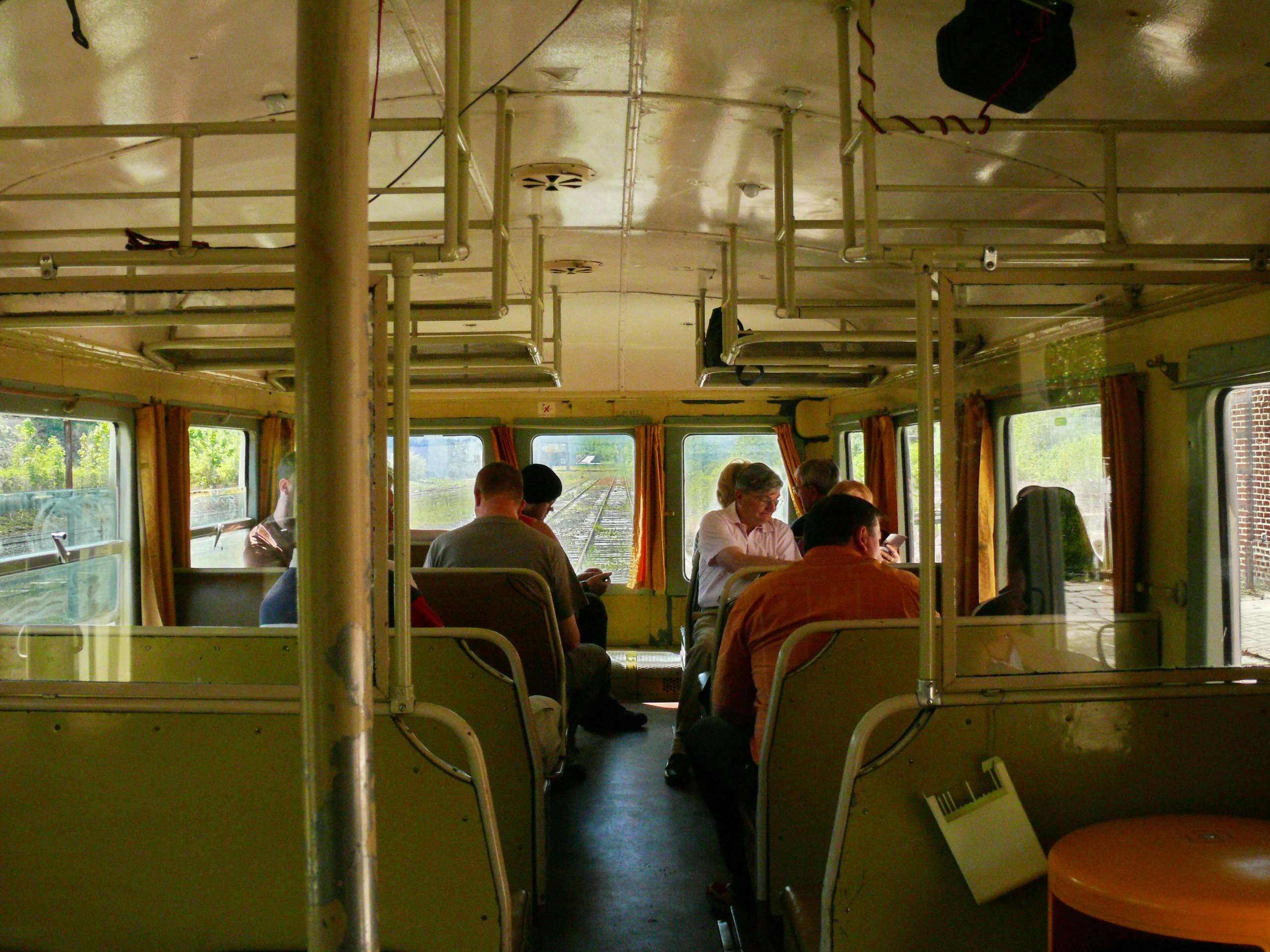
Insidan
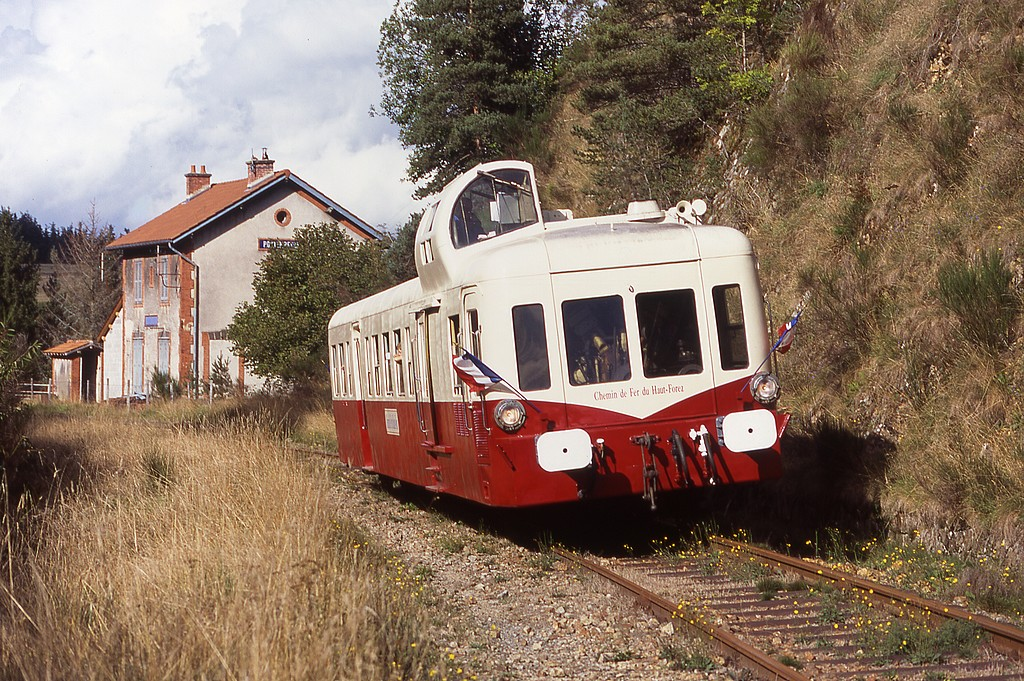
X4001 bevarad av l'association du Haut Forez